# Samtycke (dataskyddsförordningen)
För andra betydelser, se samtycke.
Ett samtycke är ett godkännande där en person tillåter någon annan att hantera personens uppgifter.  Behandling av personuppgifter är laglig om man fått samtycke från personen som uppgifterna gäller. 
I Dataskyddsförordningen finns krav på hur samtycket är utformat. Samtycket ska vara: 
- Frivilligt
- Entydigt
- Informativt

Det är extra höga krav när det gäller hantering av känsliga uppgifter, exempelvis hälsa, sexuell läggning, politisk åsikt med mera.

Samtycken som inhämtats måste i efterhand kunna bevisas att de är giltiga av den som hämtat in dem. Beviset ska innehålla vad personen samtyckt till, hur personen samtyckt och när samtycket lämnades. 